# Улаганское плато
Улаганское плато — плоскогорье в России, расположено на территории Улаганского района Республики Алтай.

## Физико-географическая характеристика
Представляет собой возвышенность с востока ограниченную рекой Чулышман и Чулышманским нагорьем, на юге — Курайским хребтом, на западе — хребтом Тонгош, на юго-западе — Тонкулакским хребтом, и с севера — Телецким озером. Средняя высота над уровнем моря варьируется в пределах 1500—2300 м. Высшая точка — 3445 м.
Здесь широко распространены современные озёрные водоемы. В основном они сосредоточены в бассейнах правых притоков Башкауса (Большой и Малый Улаган, Оныш и другие). Наиболее крупные — Тодинкель, Узун-Коль (1665 м), Чайокель (1678 м) и Колдинголь.